# Koprivnički Ivanec
Koprivnički Ivanec je općina u Hrvatskoj. Nalazi se u Koprivničko-križevačkoj županiji.

## Stanovništvo
Po popisu stanovništva iz 2021. godine, općina Koprivnički Ivanec imala je 1809 stanovnika, raspoređenih u 5 naselja:
- Botinovec – 163
- Goričko – 126
- Koprivnički Ivanec – 1001
- Kunovec – 403
- Pustakovec – 116

| broj stanovnika | 2137  | 2419  | 2278  | 2679  | 2837  | 3107  | 2964  | 3509  | 3395  | 3429  | 3336  | 3107  | 2899  | 2574  | 2361  | 2121  | 1798  |
|                 | 1857. | 1869. | 1880. | 1890. | 1900. | 1910. | 1921. | 1931. | 1948. | 1953. | 1961. | 1971. | 1981. | 1991. | 2001. | 2011. | 2021. |

| broj stanovnika | 1015  | 1190  | 1148  | 1365  | 1408  | 1562  | 1493  | 1743  | 1641  | 1677  | 1636  | 1542  | 1512  | 1369  | 1286  | 1193  | 997   |
|                 | 1857. | 1869. | 1880. | 1890. | 1900. | 1910. | 1921. | 1931. | 1948. | 1953. | 1961. | 1971. | 1981. | 1991. | 2001. | 2011. | 2021. |

## Uprava
Općinski načelnik je od 2005. do smrti 2008. godine bio Andrija Čevis (HSS). Sadašnji je Zoran Vrabelj, također član HSS-a.

## Povijest
Koprivnički Ivanec je ime dobio po crkvi Sv. Ivana. Ranije se selo zvalo Cerovica. Spominje se kao središte župe Sv. Ivana u prvom popisu župa Zagrebačke biskupije iz 1334. godine – „ecclesia b. Johannis de Cerouicha". No posjed se nazivao Sv. Ivan, od čega će kasnije nastati Ivanec. Godine 1352. spominje se Benedikt zvan Bela, sin Benedikta. U popisu vlastelinstva Đurđevac iz 1439. godine spominje se vesnikat Sv. Ivana, na kojem su bila naselja Sv. Ivan (Zenth Iwan), Botinovec (Botinowcz), Cerovice (Cherewcze), Pustakovec (Postakowcz) i Vratna (Vrathna), a 1477. im je pridodano naselje Vojnica (Woynycza). Godine 1501. spominje se cerovički župnik Dmitar (Demetrije) i župa Sv. Ivana – "sancti Johanis in Cherenycza". 
Izgleda da su kmetovi iz Ivanca, koji su ranije bili u Đurđevečkom vlastelinstvu, u drugoj polovici 16. stoljeća prešli u sastav vlastelinstva Koprivnica. S vremenom su koprivnički kapetani preuzeli upravu Koprivničkog vlastelinstvo, odnosno njegove ostatke, pretvorili u vlastite feudalne posjede od kojih su imali nemale koristi. Oni su ostatkom koprivničkog vlastelinstva, odnosno tzv. «kuhinjskim selima», kako su ih izvori nazivali u 18. stoljeću, upravljali kao feudalni gospodari, a dohodak ovih sela je 1648. godine iznosio preko 1000 rajnskih forinti. 
	Koprivničko vlastelinstvo je bilo patron župi u Koprivničkom Ivancu. Iz 1644. je sačuvana molba vezana uz župu Ivanec i pomoć za župnika Martina Faggnohta. Zanimljivo je da su se zavisni seljaci iz Ivanca i Kunovca potpisali kao kmetovi vojvodine Štajerska, odnosno Koprivničke kapetanije.
Kralj Ferdinand III. je 7. lipnja 1647. četiri od sedam sela vlastelinstva darovao podbanu i kraljevom personalu Tomi Mikuliću. To su bila sela Kunovec, Pustakovec, Ivanec i Peteranec. Tome se usprotivio koprivnički kapetan jer bi mu tim gubitkom bili izravno ugroženi nemali prihodi.
Ovim selima je 1659. ponovno upravljao koprivnički kapetan. O stanovnicima župe Ivanec koja je osim sela Ivanec, Kunovec i Pustakovec obuhvaćala Botinovec, Goričko i Cenkovec u zapisniku kanonskog pohoda od 1. travnja 1659. ukratko je opisan mentalitet stanovništva ivanečke župe, odnosno većine «kuhinjskih sela»: «Narod je u toj župi surov, nemaran i nepobožan. Ne brine se za propovijed i za svetu misu, a nepokoran je župniku i drugim crkvenim ljudima. Silom želi oteti crkvena dobra. Prije nekoliko godina nije se nekoliko njih žacalo, da vlastitoga svoga župnika istjeraju, udarivši ga pet puta batinom. Pa i sada upravo se javno bune protiv koprivničkog kapetana, koji je njihov vlastelin.» Goričko i Cenkovec su mlađa naselja, koja su nastala u 17. stoljeću.
Kada je 1770. povučena crta razgraničenja između civilnog i vojnovojnog područja, došlo je do razmjene nekih sela. Kunovec, Pustakovec i Ivanec izdvojeni su iz vojnokrajiškog područja tj. ostali su dio Provincijala.

## Poznate osobe
- Franjo Brdarić
- Josip Friščić

## Obrazovanje
- Dječji vrtić
- Osnovna škola Koprivnički Ivanec

## Šport
- NK Sloga